# Marcel Răducanu
Marcel Răducanu (21 de octubre de 1954) es un exfutbolista rumano, se desempeñaba como mediapunta y jugó en tres clubes, el Steaua de Bucarest, el Borussia Dortmund y el FC Zürich.

## Biografía
Răducanu empezó su carrera en 1972, jugando para uno de los clubes más poderosos de Europa del Este, el Steaua de Bucarest, allí jugaría hasta 1981, debutando con la selección de fútbol de Rumanía en 1976.
En 1981, en un partido entre Rumanía y Alemania Federal en Dortmund, Răducanu pidió asilo político, en su país natal fue considerado un acto de deserción y condenado a 6 años de prisión en ausencia. Cabe destacar que Răducanu era el capitán de la selección rumana.
Una vez ya en Alemania, Răducanu estuvo por fichar entre el Hannover 96 y el Borussia Dortmund, fichando finalmente para este último en 1982, tras pasar un año de suspensión por decreto de la UEFA. Răducanu jugó para el Borussia entre 1982 y 1988, año el que se marchó a jugar al FC Zürich de Suiza, retirándose en 1990. En 1994, fundó una escuela para el fútbol en la ciudad de Dortmund.

## Clubes
| Club              | País     | Año         | Partidos | Goles |
| Steaua Bucarest   | Rumanía  | 1972 - 1981 | 229      | 94    |
| Borussia Dortmund | Alemania | 1982 - 1988 | 163      | 31    |
| FC Zürich         | Suiza    | 1988 - 1990 | 47       | 12    |

## Palmarés

### Club
Steaua Bucarest
- Divizia A: 1975-76, 1977-78
- Copa de Rumanía: 1976, 1979

Selección de Rumanía
- Copa de los Balcanes: 1980

### Distinciones individuales
- Futbolista Rumano del año: 1980

- Datos: Q674240